# NHK上能生テレビ中継局
NHK上能生テレビ中継局（エヌエイチケイかみのうテレビちゅうけいきょく）は、新潟県糸魚川市にあったNHK新潟放送局のテレビ中継局である。

## 概要
- 当中継局は、糸魚川市田麦平に置かれ、該当地区へ電波を発射していたが、共同受信施設の整備などで1999年（平成11年）9月30日をもって廃止となった。

## 中継局概要（廃止時点）
| 放送局名          | チャンネル | 空中線電力        | ERP | 放送対象地域 | 放送区域内世帯数 |
| NHK新潟教育テレビ | 51ch       | 映像1W/ 音声250mW | -   | 全国         | -                |
| NHK新潟総合テレビ | 53ch       | 映像1W/ 音声250mW | -   | 新潟県       | -                |